# اداگ سینما ۷دی
اداگ سینما ۷دی (EDAG Cinema 7D) یک خودروی مفهومی هاچ‌بک است که شرکت اداگ در سال ۲۰۰۳ از آن رونمایی کرد.
این خودرو در کلاس خودرو کامپکت کوچک قرار گرفته، طراحی آن موتور جلو، محور جلو بوده، طول آن در حالت طبیعی ۴٬۴۰۵ میلیمتر (۱۷۳٫۴ اینچ)، عرض آن در حالت طبیعی ۱٬۷۹۵ میلیمتر (۷۰٫۷ اینچ) و ارتفاع آن در حالت طبیعی ۱٬۶۳۵ میلیمتر (۶۴٫۴ اینچ) است. 